# Breakfall
Breakfall est une société de développement de jeux vidéo canadienne. Elle est située à Ottawa.

## Jeux développés
- Starwhal (2014)
- Marvin's Mittens (2012)
- Frosted Feud (2012)
- Eats, Shoots and Leaves (2012)
- FlimFlam Fernandez (2011)